# Tabu (skådespelare)
Tabu, (hindi: तब्बू), född som Tabassum Hashmi 4 november 1971 i Hyderabad, är en indisk skådespelare.
Tabu har främst skådespelat i asiatiska filmer men blev även uppmärksammad i den amerikanska filmen The Namesake (2006) regisserad av Mira Nair. 2012 hade hon en av rollerna i Berättelsen om Pi i regi av Ang Lee.